# Республика (партия, Кыргызстан)
«Республика» (кирг. Республика) — либеральная политическая партия Кыргызстана.

## История
Партия была сформирована в июне 2010 года политиком Омурбеком Бабановым, который возглавлял её до 2014 года. Всё это время партия имела пророссийскую ориентацию. В 2014 году партия объединилась с «Ата-Журт» и образовала блок «Республика-Ата Журт». Однако в 2020 году две партии разошлись.
«Республика» провела кампанию на парламентских выборах 2010 года на платформе, подчеркивающей этническое разнообразие Кыргызстана, и выступала за парламентскую систему правления, а также за сокращение числа депутатов со 120 до 75.
На выборах 2020 года, которые впоследствии были признаны недействительными после акций протеста, партия набрала 5,89% и не получила ни одного места. В результате «Республика» вошла в Координационный совет оппозиции Кыргызстана.